# Éleios (syn Poseidóna)
Éleios (starořecky Ἠλείος - Éleios, Epický ἠέλιος-Ēélios) je v řecké mytologii syn boha Poseidóna a jeho milenky Eurykydy, dcery Endymiona.
Po smrti bezdětného élidskeho krále Epeia, nastoupil na trůn jeho bratr Aitólos, který však na pohřebních hrách v Lykosúrii neúmyslně zabil Apidia, syna Iásóna a musel se proto vzdát trůnu. Na královský trůn po něm usedl Éleios, syn jeho sestry Eurykydy a Aitólos ze země utekl. Éleios se tak stal vládcem země nazvané po Épeiovi, ale lid ji zanedlouho pojmenoval po něm na Élidu.
Dle antického autora Pausania, Éleios byl otcem élidskeho krále Augiáše, známého hroznou špínou v jeho chlévech, jejichž vyčištění bylo jedním z dvanácti úkolů zadaných mykénským králem Eurystheem hrdinovi Héraklovi.